# Pieninki (Dolina Kobylańska)
Pieninki – grupa skał w Dolinie Kobylańskiej na Wyżynie Olkuskiej, w granicach wsi Karniowice, w gminie Zabierzów, powiecie krakowskim, województwie małopolskim. Znajduje się w lesie, w środkowej części doliny, w jej orograficznie lewych zboczach, w miejscu, gdzie dolina tworzy wyraźny zakręt. Pieninki wraz ze Skalnym Murem tworzą duży masyw skalny.
Dolina Kobylańska jest jednym z najbardziej popularnych terenów wspinaczki skalnej. Skały mają dobrą asekurację. Zbudowane z wapieni Pieninki mają miejscami pionowe, miejscami połogie ściany o wysokości 10–18 m, silnie postrzępioną grań i są w nich takie formacje skalne jak filar, komin i zacięcie. Przez wspinaczy skalnych zaliczane są do Grupy Wroniej Baszty. Na ich południowych i południowo-zachodnich ścianach poprowadzili 19 dróg wspinaczkowych o trudności od I do VI.3 w skali Kurtyki. Są też dwa projekty. Część dróg ma zamontowane stałe punkty asekuracyjne: ringi (r), stanowisko zjazdowe (st) lub ring zjazdowy (rz).

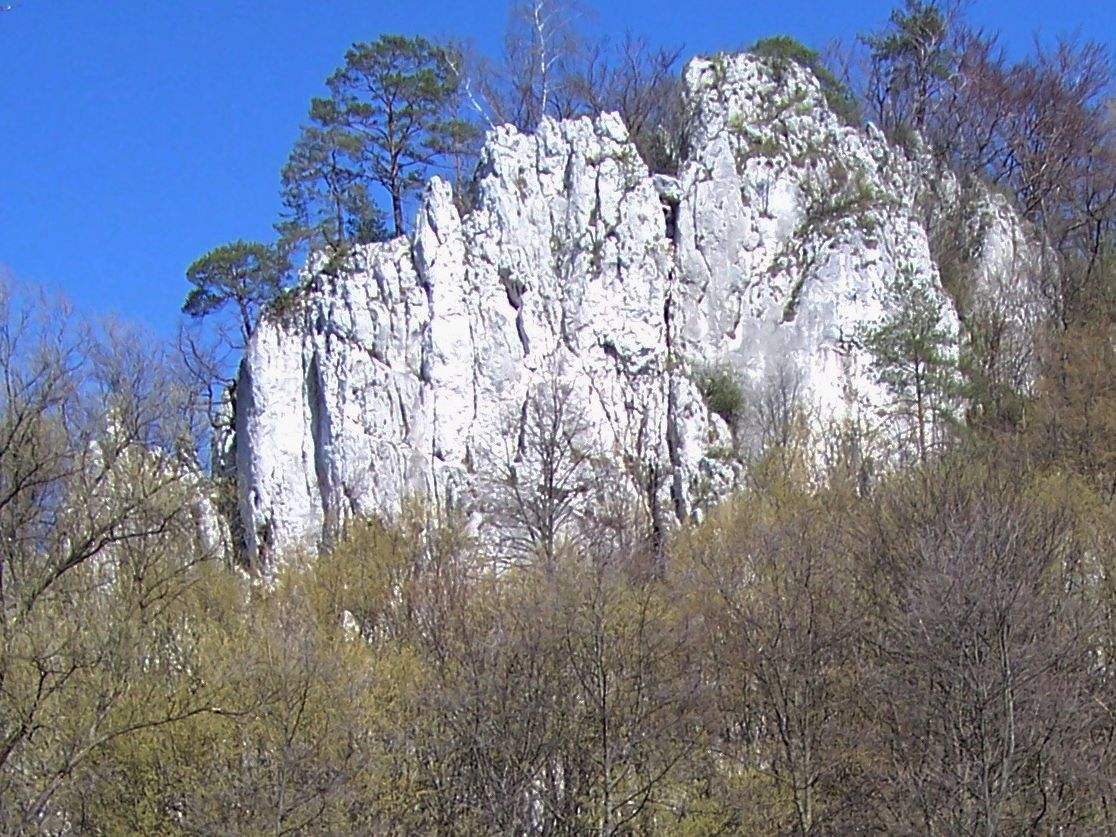
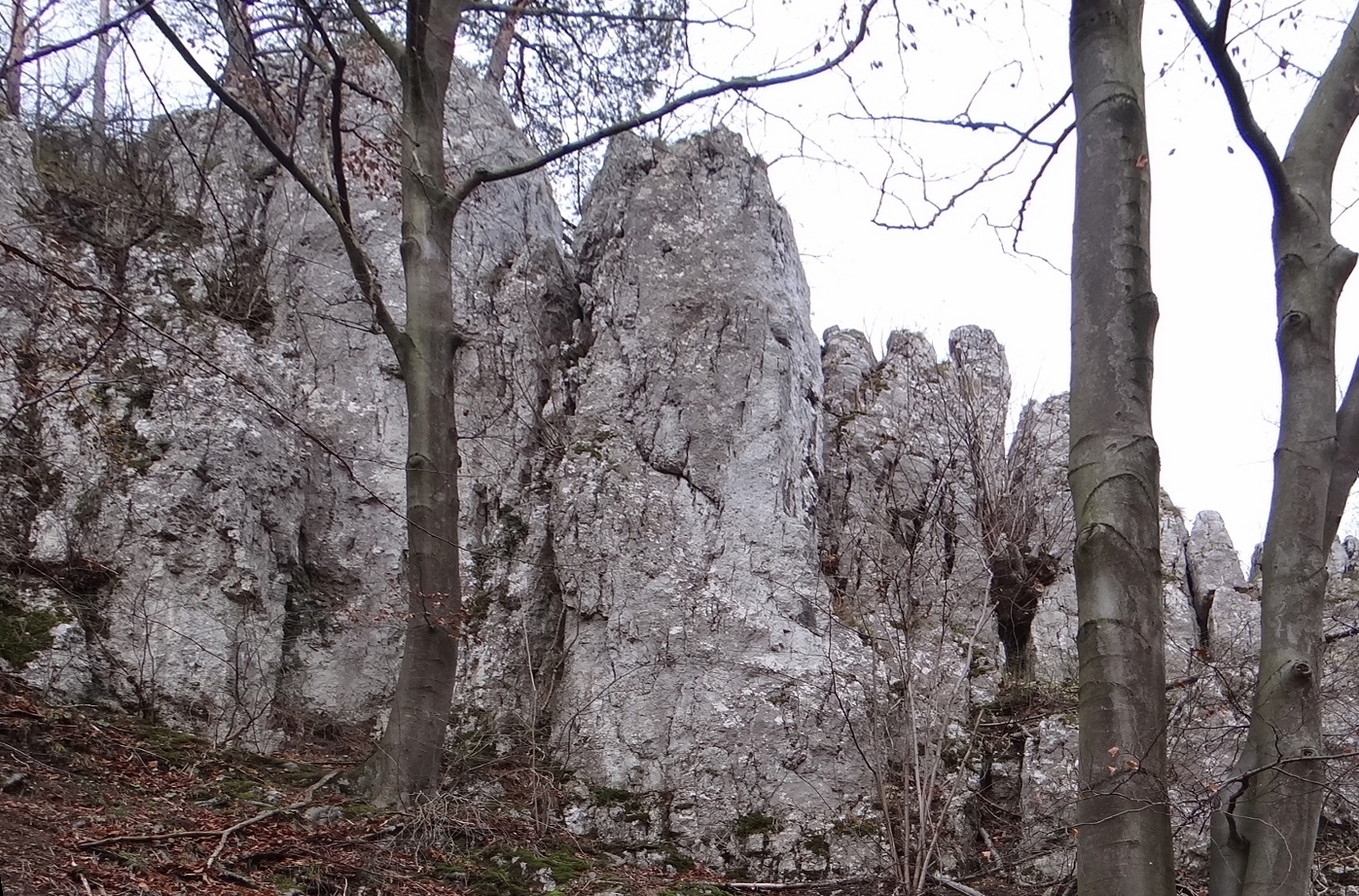
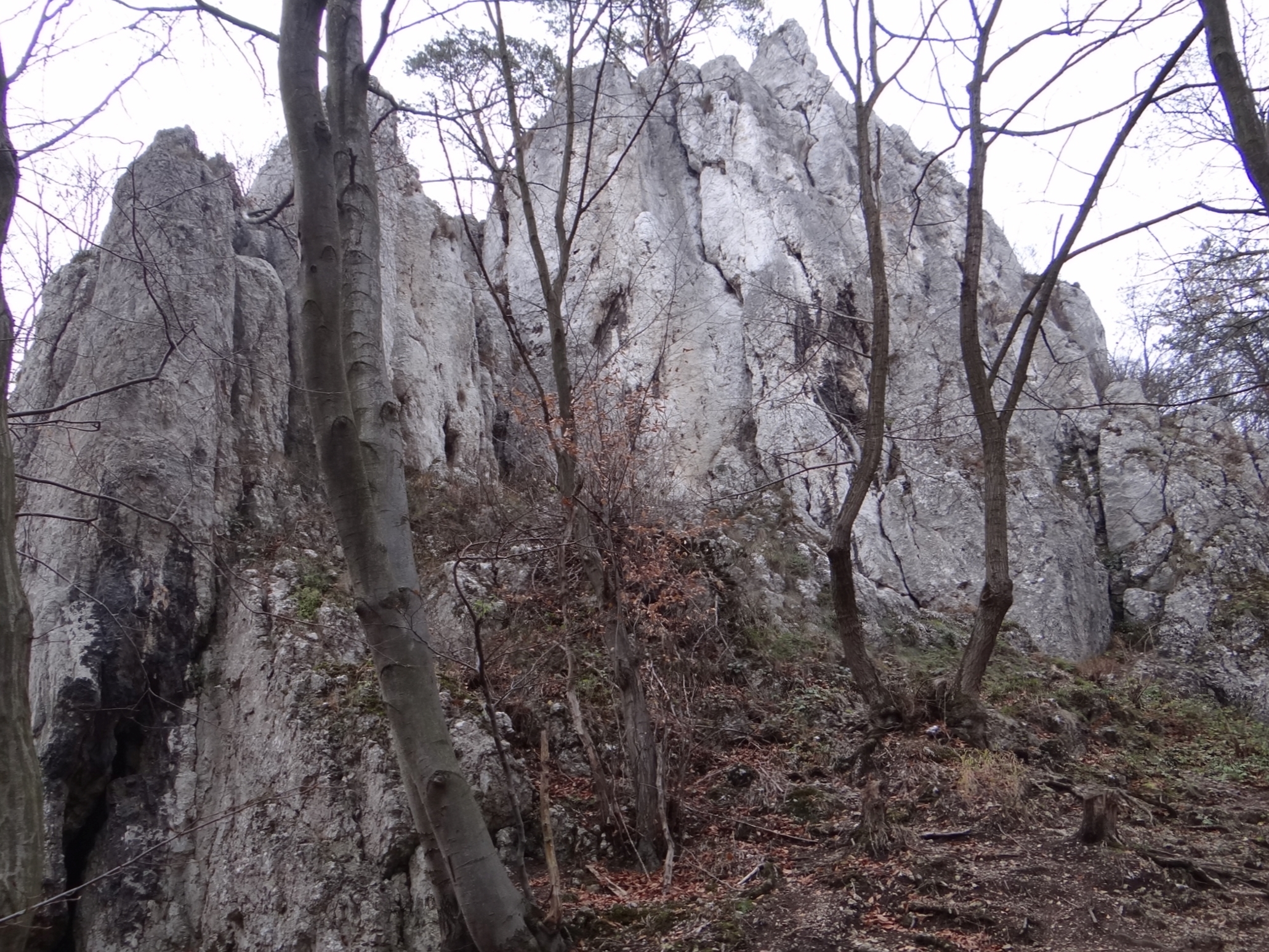
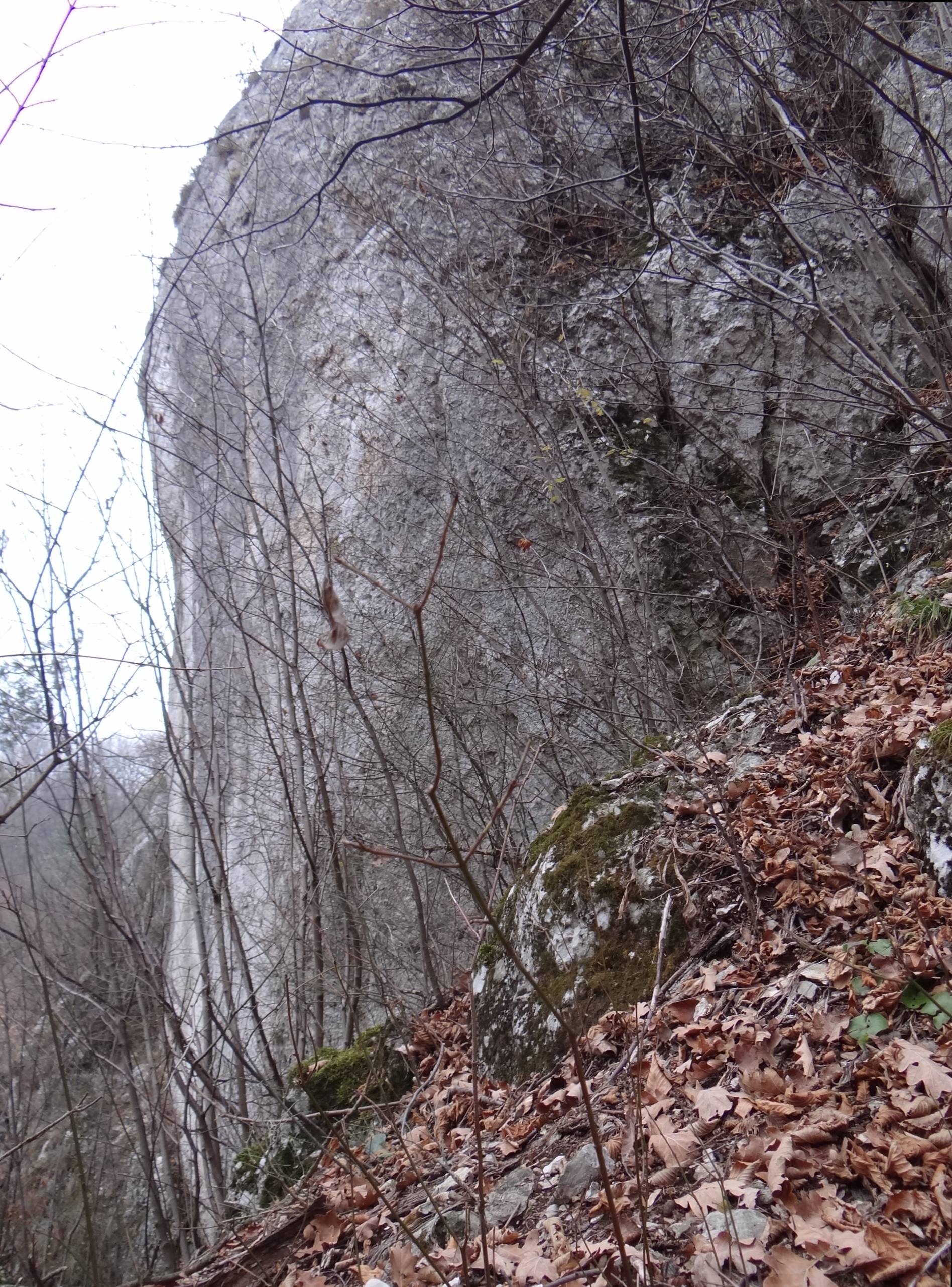

W Pieninkach znajdują się dwie jaskinie: Piwnica w Pieninkach i Szczelina za Architektami.

## Drogi wspinaczkowe
Pieninki I
1. Rysa Dobrowolskiego; IV+, 10 m
2. Filarek architektów; V+, 10 m
3. Kominek Dobrowolskiego; IV, 10 m
4. Filarek Malczyka; VI.1, 10 m
5. Jazzowy kominek; IV+, 10 m
6. Jazzowy filarek; V+, 10 m
7. Wejściowa; II, 12 m
8. Bzykanie; VI.3+, 3r + st, 12 m
9. Ul; VI.1, 3r + st, 12 m
10. Zachodni komin; V, 2h, 13 m

Pieninki II
1. Czarny filar; V+, 16 m
2. Przez różę; III+, 1h, 20 m
3. Lewe ryski przez różę; IV+, 17 m
4. Rysa przez różę; V+, 1h, 17 m
5. Przez różę wprost; IV, 1r, 18 m
6. Biały filar; VI, 5r + st, 18 m
7. Poniewierka; VI.2, 7r + st,1 8 m
8. Wielki komin; III, 17 m
9. Projekt; 4r + rz, 10 m
10. Projekt; 3r + rz, 10 m
11. Kod dostępu; VI.3+, 3r + st, 10 m